# Austin Greyhound
L'Austin Greyhound fu un aereo militare biposto, monomotore e biplano, sviluppato dall'azienda aeronautica britannica Austin Motor Company Ltd nei tardi anni dieci del XX secolo e rimasto allo stadio di prototipo.
Destinato ad essere utilizzato nel ruolo di aereo da caccia-ricognitore come dotazione dell'aviazione militare britannica durante la prima guerra mondiale, a causa del sopravvenuto termine del conflitto e dei continui problemi legati alla motorizzazione nelle sue prime fasi di sviluppo, venne realizzato in soli tre esemplari, utilizzati come banco di prova volante.

## Storia del progetto
Nel corso della prima guerra mondiale, al fine di fornire alle forze aeree alleate modelli di velivoli militari sempre più avanzati, le autorità militari britanniche espressero la necessità di dotare il Royal Flying Corps (RFC) di un nuovo modello per sostituire in servizio il Bristol F.2B Fighter "Brisfit". La specifica, indicata come Type III, fu ripresa dalla neoistituita Royal Air Force (RAF) all'inizio del 1918, la quale richiedeva la fornitura di un modello biposto che potesse essere impiegato sia come caccia che come ricognitore, di facile e veloce costruzione al fine di essere velocemente messo in linea, e che impiegasse il moderno motore radiale ABC Dragonfly, in quel momento in fase di sviluppo. Alla richiesta risposero tre aziende aeronautiche nazionali presentando progetti tra loro concettualmente simili, quello proposto dalla British and Colonial Aircraft, il Bristol Badger, quello dell'Austin Motor Company, l'Austin Greyhound, e quello elaborato dalla Westland Aircraft, il Westland Weasel.
L'ufficio tecnico dell'Austin, diretto dall'ingegnere John Kenworthy, disegnò un aereo che riproponeva aspetto e caratteristiche salienti dei modelli sviluppati nello stesso periodo, un velivolo monomotore in configurazione traente realizzato con struttura lignea ricoperta in tela trattata, dalla velatura biplana, a scalamento positivo, con ali di eguale apertura e dotata di una doppia coppia di montanti per lato, fusoliera biposto con abitacoli separati posti in tandem, l'anteriore destinato al pilota e il posteriore all'osservatore e mitragliere di coda, e carrello d'atterraggio fisso. Per aumentare l'aerodinamicità complessiva del velivolo il motore Dragonfly era parzialmente racchiuso da una cappottatura metallica ogivale che lasciava scoperti solo teste e pacchi lamellari dei singoli cilindri per il necessario raffreddamento del propulsore. L'armamento previsto rispondeva alla dotazione standard per caccia britannici del periodo, una coppia di mitragliatrici Vickers calibro .303 in (7,7 mm) sparanti attraverso il disco dell'elica, integrate da una pari calibro Lewis montata su supporto ad anello (Scarff ring) nell'abitacolo posteriore.
L'aereo fu valutato positivamente dalle autorità della RAF, il 18 maggio 1918 venne emesso nel confronti dell'Austin un ordine di fornitura per tre prototipi da impiegare in prove di valutazione comparative.
La costruzione del primo prototipo procedette velocemente presso lo stabilimento di Longbridge, venendo tuttavia compromessa dalle problematiche, comuni anche ai concorrenti, legate alla messa a punto del motore Dragonfly che caratterizzò negativamente tutto lo sviluppo del modello. Inoltre il propulsore, rivelatosi più pesante di quanto previsto e sottopotenziato, fece slittare la prima prova in volo tanto che il primo prototipo riuscì ad essere completato ed inviato all'Aeroplane and Armament Experimental Establishment (AEE) presso Martlesham Heath nel gennaio 1919, seguito dal secondo nel maggio successivo e dal terzo nel febbraio 1920.
Nel frattempo il conflitto si era concluso, facendo venire meno l'urgenza di dotare di un simile modello i reparti RAF. Di conseguenza, anche se le prestazioni risultarono alla fine soddisfacenti, non venne emesso alcun ordine di fornitura, sia nei confronti dell'Austin che dei concorrenti, con il Bristol Fighter che, nelle sue varie versioni aggiornate, riuscì a rimanere in servizio fino al 1932. L'ultimo Greyhound, utilizzato come un banco di prova volante dal personale del Royal Aircraft Establishment (RAE), presso l'Aeroporto di Farnborough, rimase in servizio fino al giugno 1922.